# فريدريك بارك
فريدريك بارك (بالإنجليزية: Frederic Parke)‏ هو مهندس أمريكي، ولد في 13 مايو 1943 في مدينة سولت ليك في الولايات المتحدة.

## وصلات خارجية
- فريدريك بارك على موقع IMDb (الإنجليزية)
- فريدريك بارك على موقع قاعدة بيانات الفيلم (الإنجليزية)